# Campionati europei di atletica leggera 2018 - Getto del peso maschile
Il getto del peso maschile ai Campionati europei di atletica leggera 2018 si è svolto tra il 6 e il 7 agosto 2018.

## Podio
| Oro     | Michał Haratyk Polonia    |
| Argento | Konrad Bukowiecki Polonia |
| Bronzo  | David Storl Germania      |

## Record
Prima di questa competizione, il record del mondo (RM), il record europeo (EU) ed il record dei campionati (RC) sono i seguenti:
| Record                | Prestazione | Atleta                      | Data                                           | Competizione            |
| --------------------- | ----------- | --------------------------- | ---------------------------------------------- | ----------------------- |
| Record mondiale       | 23,13 m     | Randy Barnes Stati Uniti    | 20 maggio 1990 Westwood, Stati Uniti d'America |                         |
| Record europeo        | 23,06 m     | Ulf Timmermann Germania Est | 22 maggio 1988 Chania, Grecia                  |                         |
| Record dei campionati | 22,22 m     | Werner Günthör Svizzera     | 28 agosto 1986 Stoccarda, Germania dell'Ovest  | Campionati europei 1986 |

## Programma
| Data          | Ora   | Turno          |
| ------------- | ----- | -------------- |
| 6 agosto 2018 | 17:35 | Qualificazioni |
| 7 agosto 2018 | 20:33 | Finale         |

## Risultati

### Qualificazioni
Si qualificano alla finale gli atleti che lanciano 20,40 m Q o le dodici migliori misure q.
| Pos | Gruppo | Atleta             | Nazionalità                 | 1ª prova | 2ª prova | 3ª prova | Risultato | Note                                     |
| --- | ------ | ------------------ | --------------------------- | -------- | -------- | -------- | --------- | ---------------------------------------- |
| 1   | B      | David Storl        | Germania                    | 20,63 m  |          |          | 20,63 m   | Q                                        |
| 2   | B      | Stipe Žunić        | Croazia                     | 20,61 m  |          |          | 20,61 m   | Q                                        |
| 3   | B      | Michał Haratyk     | Polonia                     | 20,59 m  |          |          | 20,59 m   | Q                                        |
| 4   | B      | Aleksandr Lesnoj   | Atleti Neutrali Autorizzati | 19,36 m  | 20,47 m  |          | 20,47 m   | Q                                        |
| 5   | A      | Maksim Afonin      | Atleti Neutrali Autorizzati | 20,04 m  | 20,33 m  | 20,15 m  | 20,33 m   | q                                        |
| 6   | B      | Nikólaos Skarvélis | Grecia                      | 19,91 m  | 19,73 m  | 20,24 m  | 20,24 m   | q                                        |
| 7   | A      | Mesud Pezer        | Bosnia ed Erzegovina        | 19,57 m  | 19,96 m  | 20,16 m  | 20,16 m   | q                                        |
| 8   | A      | Aliaksei Nichypar  | Bielorussia                 | 19,97 m  | x        | 19,90 m  | 19,97 m   | q                                        |
| 9   | B      | Tsanko Arnaudov    | Portogallo                  | 18,96 m  | 19,89 m  | x        | 19,89 m   | q                                        |
| 10  | A      | Konrad Bukowiecki  | Polonia                     | 17,73 m  | 19,89 m  | x        | 19,89 m   | q                                        |
| 11  | B      | Tomáš Staněk       | Rep. Ceca                   | x        | 19,77 m  | 19,76 m  | 19,77 m   | q                                        |
| 12  | A      | Bob Bertemes       | Lussemburgo                 | 19,70 m  | 19,64 m  | x        | 19,70 m   | q                                        |
| 13  | A      | Jakub Szyszkowski  | Polonia                     | 19,05 m  | 19,24 m  | 19,67 m  | 19,67 m   |                                          |
| 14  | A      | Francisco Belo     | Portogallo                  | 18,83 m  | 19,66 m  | x        | 19,66 m   |                                          |
| 15  | A      | Ihor Musiyenko     | Ucraina                     | 18,65 m  | 18,59 m  | 19,61 m  | 19,61 m   |                                          |
| 16  | B      | Marcus Thomsen     | Norvegia                    | 19,44 m  | 19,59 m  | 19,58 m  | 19,59 m   |                                          |
| 17  | A      | Frederic Degee     | Francia                     | x        | 19,56 m  | 19,55 m  | 19,56 m   |                                          |
| 18  | A      | Carlos Tobalina    | Spagna                      | 18,50 m  | 18,77 m  | 19,41 m  | 19,41 m   |                                          |
| 19  | B      | Georgi Ivanov      | Bulgaria                    | 17,79 m  | 19,40 m  | 19,09 m  | 19,40 m   | Miglior prestazione personale stagionale |
| 20  | B      | Hamza Alić         | Bosnia ed Erzegovina        | 19,30 m  | 19,34 m  | X        | 19,34 m   |                                          |
| 21  | A      | Tomaš Djurovic     | Montenegro                  | 18,96 m  | 18,92 m  | 19,33 m  | 19,33 m   |                                          |
| 22  | A      | Filip Mihaljević   | Croazia                     | x        | 19,32 m  | x        | 19,32 m   |                                          |
| 23  | B      | Andrei Gag         | Romania                     | 19,26 m  | x        | 18,47 m  | 19,26 m   |                                          |
| 24  | B      | Giorgi Mujaridze   | Georgia                     | 19,18 m  | x        | x        | 19,18 m   |                                          |
| 25  | B      | Blaž Zupancic      | Croazia                     | 18,65 m  | x        | 18,83 m  | 18,83 m   |                                          |
| 26  | A      | Osman Can Özdeveci | Turchia                     | 18,22 m  | 18,60 m  | 18,77 m  | 18,77 m   |                                          |
| 27  | A      | Kemal Mešić        | Bosnia ed Erzegovina        | x        | x        | 18,70 m  | 18,70 m   |                                          |
| 28  | B      | Arttu Kangas       | Finlandia                   | x        | x        | 18,17 m  | 18,17 m   |                                          |
| 29  | A      | Leonardo Fabbri    | Italia                      | 18,04 m  | x        | x        | 18,04 m   |                                          |
|     | B      | Asmir Kolašinac    | Serbia                      | x        | x        | x        | NM        |                                          |

### Finale
| Pos     | Atleta             | Nazionalità                 | 1ª prova | 2ª prova | 3ª prova | 4ª prova | 5ª prova | 6ª prova | Risultato | Note                                   |
| ------- | ------------------ | --------------------------- | -------- | -------- | -------- | -------- | -------- | -------- | --------- | -------------------------------------- |
| Oro     | Michał Haratyk     | Polonia                     | 20,94 m  | 21,72 m  | x        | 21,50 m  | x        | x        | 21,72 m   |                                        |
| Argento | Konrad Bukowiecki  | Polonia                     | 20,01 m  | 21,66 m  | 20,96 m  | x        | x        | 20,84 m  | 21,66 m   | Miglior prestazione nazionale under 23 |
| Bronzo  | David Storl        | Germania                    | 21,41 m  | x        | x        | 21,34 m  | x        | x        | 21,41 m   |                                        |
| 4       | Tomáš Staněk       | Rep. Ceca                   | 20,56 m  | 21,16 m  | x        | x        | x        | 21,15 m  | 21,16 m   |                                        |
| 5       | Aleksandr Lesnoj   | Atleti Neutrali Autorizzati | 20,10 m  | x        | 20,38 m  | 20,57 m  | 21,04 m  | 20,80 m  | 21,04 m   |                                        |
| 6       | Bob Bertemes       | Lussemburgo                 | 20,55 m  | 21,00 m  | 19,82 m  | 20,07 m  | x        | 19,81 m  | 21,00 m   | Record nazionale                       |
| 7       | Stipe Žunić        | Croazia                     | 20,24 m  | 20,73 m  | x        | x        | x        | x        | 20,73 m   |                                        |
| 8       | Maksim Afonin      | Atleti Neutrali Autorizzati | x        | 19,59 m  | 20,38 m  | 20,68 m  | 20,06 m  | x        | 20,68 m   |                                        |
| 9       | Tsanko Arnaudov    | Portogallo                  | 19,93 m  | 20,05 m  | 20,33 m  |          |          |          | 20,33 m   |                                        |
| 10      | Aliaksei Nichypar  | Bielorussia                 | 19,35 m  | 19,98 m  | 20,27 m  |          |          |          | 20,27 m   |                                        |
| 11      | Nikólaos Skarvélis | Grecia                      | 19,63 m  | 20,11 m  | x        |          |          |          | 20,11 m   |                                        |
| 12      | Mesud Pezer        | Bosnia ed Erzegovina        | 19,91 m  | x        | 19,80 m  |          |          |          | 19,91 m   |                                        |